# オスケメン市電
オスケメン市電（カザフ語: Өскеменде трамвай、ロシア語: Усть-Каменогорский трамвай）は、カザフスタンの都市・オスケメン（ウスチ・カメノゴルスク）に存在する路面電車である。

## 概要
ソビエト連邦（ソ連）時代の都市計画に合わせて1959年11月6日に最初の路線が開通し、1970年代までにラッシュ時に運行する系統も含めて6系統が運行する路線網が築かれたが、このラッシュ時のみの系統はソビエト連邦の崩壊後の1990年代に廃止された。残された系統についても、カザフスタン独立後に路面電車を運営していたオスケメン都市路面電車車庫会社（Өскемен қалалық трамвай паркі）の財政難により電力会社への支払いが滞り電力の制限を受ける事態となり、並行して走る路線バス路線の開設や運行時間の縮小が行われた末に、2018年3月12日に運行そのものが停止するまでに至った。
しかし、市電が多くの乗客に利用されていた事から、オスケメン市議会は破産が宣告されたオスケメン都市路面電車車庫会社に代わる運営者の入札を実施し、東カザフスタン州のアキマト（行政府）によって設立された公営アントレプレナーシップ会社「エルティス」（Социально-предпринимательская корпорация «Ертіс»）が運営権を獲得した。市電の運行は同年5月19日から再開しており、同社は長年の使用で老朽化が進んでいる線路や架線の更新、停留所の整理、後述する車両の購入などの近代化を進めている。
2019年現在運行しているのは以下の3系統で、2018年の運行停止前に存在した2号線は3号線と経路が重複していた事により廃止されている。運行時間は5時18分 - 24時40分で、オスケメン市内で最も遅い時間まで運行する公共交通機関となっている。運賃は65テンゲで、将来はICカードの導入も検討されている。
| 系統番号 | 起点   | 終点           | 備考               |
| -------- | ------ | -------------- | ------------------ |
| 1        | Вокзал | Казцинк        | ラッシュ時のみ運行 |
| 3        | Вокзал | Станция Защита |                    |
| 4        | Вокзал | УМЗ            | ラッシュ時のみ運行 |

## 車両
2023年現在、オスケメン市電で営業運転に使用されている車両は以下の通りである。
- KTM-5 - ソビエト連邦時代に製造されていた路面電車車両。オスケメン市電には1986年まで導入が行われ、2018年の運行再開後は外板や座席の交換、監視カメラの搭載などの更新工事が進められている。2020年の時点で26両が在籍するが、営業運転に使用されているのは8両のみである[1][2][8]。
- タトラKT4DtM - チェコスロバキア（現：チェコ）製の小型2車体連接車。元は1985年にベルリン市電向けに製造された車両で、同市電で更新工事を受けた後、カザフスタンのアルマトイ市電（アルマトイ）に譲渡されたが、2015年10月31日に路面電車自体の運行が停止（廃止）した事で長期間に渡って留置されていた経歴を持つ。その後、近代化の一環として2018年にオスケメン市電への譲渡が決定し、塗装変更や市電の運転士への習熟訓練を経て、同年夏から営業運転に使用されている。2023年の時点で13両が在籍し、6両が営業運転に用いられている[1][2][8]。
- AKSM-62103 - ベラルーシのベルコムンマッシュが展開する、中央の床上高さが低い部分超低床電車。2023年1月に4両が営業運転に投入されている[8][13][14]。